# انبالي (حديبو)

تعديل مصدري - تعديل

انبالي إحدى قرى مديرية حديبو التابعة لمحافظة سقطرى، بلغ تعداد سكانها 75 نسمة حسب تعداد اليمن لعام 2004.